# Primera cita
Primera cita è il primo album in studio del gruppo latin pop statunitense CNCO, pubblicato nel 2016.

## Tracce
1. Quisiera – 3:05
2. Tan fácil – 3:30
3. Reggaetón lento (Bailemos) – 3:42
4. Primera cita – 3:38
5. Para enamorarte – 3:08
6. No entiendo – 4:12
7. Devuélveme mi corazón – 3:26
8. Cometa – 3:37
9. Volverte a ver – 4:11
10. Tú luz – 3:53
11. Cien – 3:07
12. Más allá – 3:40
13. Quisiera (Ballad Version) (featuring Abraham Mateo) – 3:08
14. Tan Fácil (Remix) (featuring Wisin) – 3:45

15. Regeatton lento (Bailemos) (remix) (con Zion y lennox)